# Fiat 130
El Fiat 130  es un automóvil de tamaño grande (segmento E), producido por el fabricante automovilístico italiano Fiat desde 1969 a 1977. El código interno del proyecto era X1/3. 
Dotado de un motor de seis cilindros en V alimentado por gasolina, tenía una cilindrada de 2,8 litros, posteriormente aumentada a 3,2 litros. Disponía de suspensión trasera independiente y a elegir entre dos carrocerías: sedán de 4 puertas y cupé 2 puertas.
Cesó su comercialización tras 8 años en producción, y en total llegaron a fabricarse sólo 19.584 ejemplares, considerando todas las versiones y motorizaciones.

## El contexto
Saltaba a la vista que modelos como el 2300 Lusso se habían quedado obsoletos, así que la cúpula de FIAT decidió prepararse para proyectar una berlina Gran Turismo, que entre sus intenciones estaba la de convertirse en un duro rival de los coches de lujo, segmento dominado por marcas automovilísticas como BMW o Mercedes-Benz.
No obstante, las dudas y la perplejidad expresadas en aquel tiempo por los proyectistas (Dante Giacosa principalmente) sobre la conveniencia de producir un automóvil no destinado al mercado masivo, de siempre feudo "histórico" de FIAT, durante la gestación del modelo los ingenieros estudiaron una mecánica refinada, caracterizada por particulares soluciones técnicas, dentro de una carrocería que no fuese de una línea decididamente clásica, equilibrada, y con amplia disponibilidad de espacio interior, tanto delante como detrás, típica de los "tres volúmenes" que las marcas automovilísticas rivales fabricaban en la época.
El proyecto de esta berlina se inició en 1963.

## El coche
El equipo técnico al mando de Dante Giacosa realizó un bastidor que destacaba por su solución técnica de suspensiones de 4 ruedas independientes, mientras que Aurelio Lampredi (ex Ferrari) puso a punto un motor de 6 cilindros en V de 2866 cm³ que rendía 140 CV.
El cuadro técnico lo completaba la adopción de propulsión trasera, 4 frenos de disco, del servofreno, así como un cambio automático (Borg-Warner) de 3 marchas, como dotación de serie, mientras que el cambio manual de 5 marchas se ofrecía solamente a petición, como opcional.
Desde un punto de vista estilístico, la berlina no terminó de obtener el favor del público, incluso desde su primera presentación, que tuvo lugar en el Salón del Automóvil de Ginebra en 1969.
Era un coche caracterizado por una línea exterior en conjunto equilibrada, pero más bien "cargada" y lastrada por una evidente cantidad de adornos inútiles, como los gruesos perfiles cromados que orlaban y atravesaban los excesivamente amplios grupos ópticos posteriores, o la monolítica y barroca calandra delantera, caracterizada por un diseño bastante elaborado y complejo.
Al 130 de primera serie se le puso un salpicadero con instrumentos rectangulares y alineados, que estilísticamente recordaba a los de las berlinas americanas de la época. En la segunda serie se reemplazó por una plancha caracterizada por un diseño más clásico, instrumentos circulares y un acabado refinado, en cuanto venía guarnecido por madera lacada. En los interiores destacaba por el uso de terciopelo o de cuero, que se distinguían por su óptima calidad para revestir los asientos. Completaban el rico equipamiento accesorios como dirección asistida y aire acondicionado, esta última se ofrecía a petición. La versión cupé del modelo fue dotada de un exclusivo opcional, en cuanto los mandos de apertura y cierre de la puerta del pasajero podían accionarse por control remoto.
Tras haberle probado, los operarios del sector estimaron que el coche era confortable, seguro y fiable en carretera, pero al tiempo notaron que era notablemente penalizado por un importante peso y por un motor que rendía una potencia insuficiente, unos 140 CV. La FIAT, durante el año 1970, intentó poner remedio a tale carencia incrementando el cubicaje del propulsor, obteniendo como resultado un aumento de potencia de unos 20 CV, y el valor de la misma aumentó a los 160 CV. Tal valor quedaba incluso muy lejos de los que aportaban los propulsores de la misma cilindrada, que equipaban a los modelos producidos por las marcas rivales, que se acercaban a los 200 CV, y que a menudo contaban con soluciones técnicas más refinadas, como la inyección mecánica.

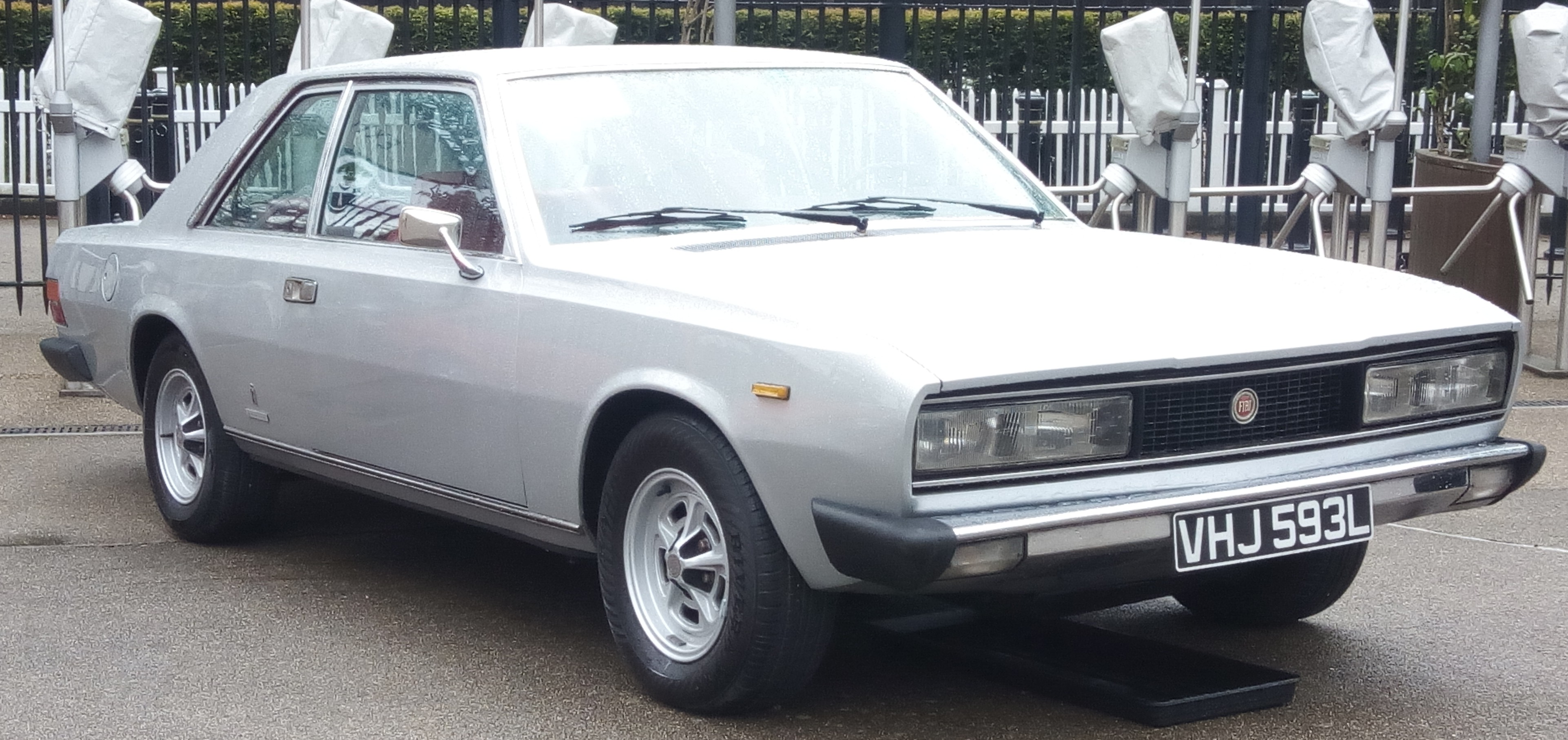
Un Fiat 130 Cupé

Por esta razón este coche quedó siempre en desventaja frente a sus rivales directos (a destacar el BMW 2800, el Mercedes 280 y el Jaguar XJ 2.8).
Durante el año 1971, la FIAT lanzó al mercado también la versión cupé del modelo, diseñada por Paolo Martin (Pininfarina). La línea del cupé era muy personal, caracterizada por trazos firmes y angulosos, y le distinguían claramente de la berlina. Dicho sea de paso, ésta inaugura una trilogía modernista tomada por Pininfarina, proseguida con otros dos cupés italianos de fuerte impacto visual como el Ferrari 365 GT4 2+2 y el Lancia Gamma.

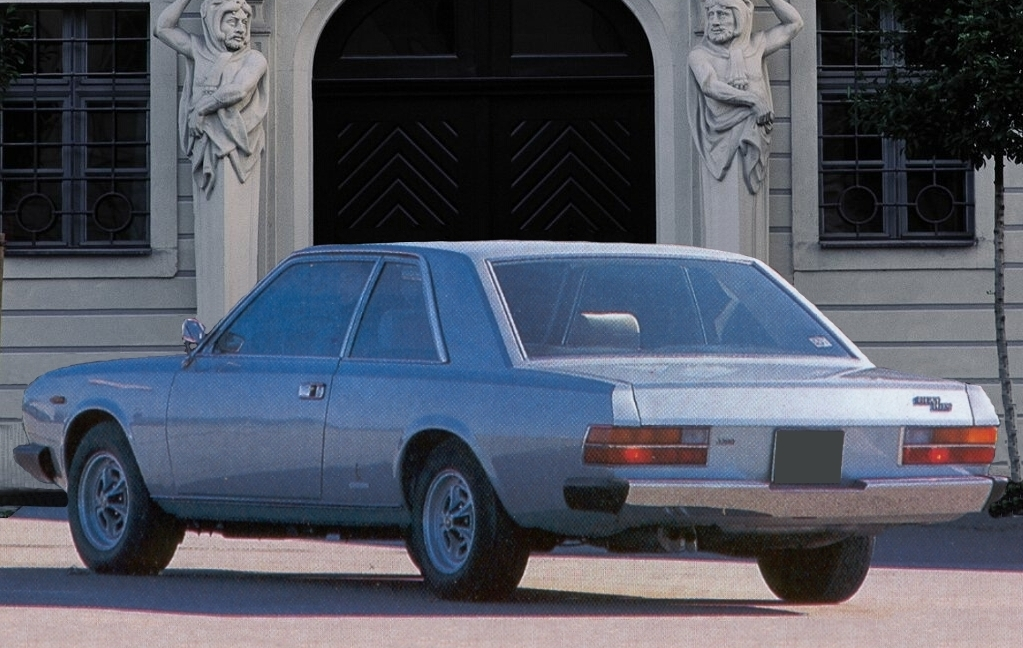
Vista posterior de un Fiat 130 Cupé

El bastidor, ensamblado cerca de la sede de Fiat de Rivalta, llegaba sin complemento a la factoría de Pininfarina que suministraba pintura, construcción y conjunto, colocando su propia marca sobre los laterales. La sucesiva comercialización de tal versión fue siempre competencia de FIAT. La FIAT 130 Coupé tomó en su mayor parte la mecánica de la berlina, pero el motor del modelo en cuestión se distinguía por tener un cubicaje ligeramente superior, en concreto era de 3235 cm³, y esto benefició al par motor máximo, así como hizo al motor más potente y elástico, fue poco el aumento de potencia: de 160 CV a 165 CV.
Durante el año, tal motor fue sucesivamente utilizado para equipar también a la berlina, y también tomó del cupé la renovada consola central, caracterizada por un diseño más racional y moderno, respecto a la que equipaba el modelo precedente.
Como se ha mencionado, otra grave falta fueron los excesivos consumos, a pesar de varios intentos de reducir estas proporciones, inconveniente que siempre padeció el propulsor. Consumos claramente prohibitivos también en relación con la cilindrada, realmente superiores a los de algunos V8 americanos producidos en la época; no era difícil baja a valores del orden de los 3 km/litro en ciclo urbano.
La traba principal que penalizó al 130, tanto durante el desarrollo como durante la fase comercial fue la idea, universalmente difundida entre la potencial clientela, de considerar a la FIAT una marca especializada exclusivamente en la producción de coches utilitarios y de ningún modo estaba enfocada hacia el sector de los coches de lujo, en el que históricamente tuco su sitio. Sustancialmente tal automóvil, además de sus propias limitaciones, tuvo siempre la desventaja de una imagen "proletaria" de la marca. En efecto, en la gama de la firma turinesa se colocaba como un objeto totalmente excepcional, con un precio de venta cercano al triple de los que costaba un Fiat 132, la berlina de carretera de segmento alto que le precedía en la lista (en 1975: unos 13 millones de liras, frente a 4,8 millones).
La grave crisis del petróleo que sobrevino durante el año 1973 determinó de hecho la muerte comercial del modelo, en cuanto a la aprobación concedida al cupé se limitó a simples consideraciones por su línea exterior, pero jamás se reflejaron en consistentes cifras de ventas. Además era innegable la circunstancia de que el uso de un automóvil caracterizado por unos consumos tan elevados, unida a unos precios de los combustibles que de hacho se quintuplicaban en el plazo de unos meses, se volvió imprevistamente antieconómico.
La casa madre además no dio continuidad alguna a la producción ni siquiera de ejemplares únicos que manifestasen una evolución estilística del cupé diseñado por Pininfarina, como el Opera, estudiado y producido como ejemplar único durante el año 1974 y el Maremma, estudiado y producido durante el año 1975, respectivamente los prototipos de una berlina de 4 puertas y de una peculiar ranchera de 3 puertas, ésta se caracterizaba por su silueta (Shooting Brake), y destacaba por algunas peculiares soluciones funcionales y estilísticas.
La producción del Fiat 130 berlina cesó durante el año 1976, registrando un total de 15.093 ejemplares producidos (de los cuales unos 6000 dotados del motor "2.8" y unos 9000 con el motor "3.2"), muchos de ellos fueron adquiridos por el Estado italiano, fueron dotados de blindaje, y posteriormente utilizados como "auto blu", sin embargo el Fiat 130 Coupé continuó su producción hasta el otoño de 1977, totalizando 4.491 unidades fabricadas. El Fiat 130 irá siempre ligado al secuestro y posterior asesinato de Aldo Moro, pues fue raptado de su 130 oficial (sin blindaje, cosa que había reclamado) tras ser asesinada toda su escolta.
El fracaso comercial del 130 tuvo como consecuencia primaria el abandono total por parte de la marca FIAT del segmento de coches de prestigio. En particular la casa automovilística, habiendo adquirido Ferrari y Lancia durante el mismo año 1969, concentró en estas marcas sus ambiciones por los coches de rango superior y de lujo. En todo caso, hubo que esperar a los años 1980, para asistir a la entrada en el mercado automovilístico de un modelo perteneciente al segmento de coches de prestigio producidos por lo que en ese periodo se constituyó como el "grupo FIAT".

## Datos técnicos
|                                                                                     |                                                                                                  |                                                                                                  | | | |
| Configuración                                                                       |                                                                                                  |                                                                                                  | | | |
| Carrocería: berlina 4 puertas                                                       | Carrocería: berlina 4 puertas                                                                    | Posición del motor: delantero longitudinal                                                       | Posición del motor: delantero longitudinal                                                                 | Ruedas motrices: traseras                                                                                  | Ruedas motrices: traseras                                                                                  |
| Dimensiones y pesos                                                                 |                                                                                                  |                                                                                                  | | | |
| Medidas (longitud×anchura×altura en mm): 4750 × 1805 × 1438                         | Medidas (longitud×anchura×altura en mm): 4750 × 1805 × 1438                                      | Medidas (longitud×anchura×altura en mm): 4750 × 1805 × 1438                                      | Medidas (longitud×anchura×altura en mm): 4750 × 1805 × 1438                                                | Diámetro mínimo de giro: 10,9 m                                                                            | Diámetro mínimo de giro: 10,9 m                                                                            |
| Batalla: 2720 mm                                                                    | Batalla: 2720 mm                                                                                 | Vías: anterior 1468 - posterior 1467 mm                                                          | Vías: anterior 1468 - posterior 1467 mm                                                                    | Altura mínima al suelo: 150 mm                                                                             | Altura mínima al suelo: 150 mm                                                                             |
| Plazas totales: 5                                                                   | Plazas totales: 5                                                                                | Maletero:                                                                                        | Maletero:                                                                                                  | Depósito: 80                                                                                               | Depósito: 80                                                                                               |
| Masa                                                                                | / en orden de marcha: 1615 kg                                                                    | / en orden de marcha: 1615 kg                                                                    | / en orden de marcha: 1615 kg                                                                              | / en orden de marcha: 1615 kg                                                                              | / en orden de marcha: 1615 kg                                                                              |
| Mecánica                                                                            |                                                                                                  |                                                                                                  | | | |
| Tipo de motor: 6 cilindros en V a 60°                                               | Tipo de motor: 6 cilindros en V a 60°                                                            | Tipo de motor: 6 cilindros en V a 60°                                                            | Cilindrada: 3235 cm³                                                                                       | Cilindrada: 3235 cm³                                                                                       | Cilindrada: 3235 cm³                                                                                       |
| Distribución: un árbol de levas en cabeza por bancada, accionado por correa dentada | Distribución: un árbol de levas en cabeza por bancada, accionado por correa dentada              | Distribución: un árbol de levas en cabeza por bancada, accionado por correa dentada              | Alimentación: un carburador vertical de doble cuerpo Weber 42 DFC                                          | Alimentación: un carburador vertical de doble cuerpo Weber 42 DFC                                          | Alimentación: un carburador vertical de doble cuerpo Weber 42 DFC                                          |
| Rendimiento del motor                                                               | Potencia: 165 CV DIN a 5600 rpm / Par: 25,5 kgm DIN a 3400 rpm                                   | Potencia: 165 CV DIN a 5600 rpm / Par: 25,5 kgm DIN a 3400 rpm                                   | Potencia: 165 CV DIN a 5600 rpm / Par: 25,5 kgm DIN a 3400 rpm                                             | Potencia: 165 CV DIN a 5600 rpm / Par: 25,5 kgm DIN a 3400 rpm                                             | Potencia: 165 CV DIN a 5600 rpm / Par: 25,5 kgm DIN a 3400 rpm                                             |
| Encendido:                                                                          | Encendido:                                                                                       | Encendido:                                                                                       | Instalación eléctrica: de 12 V con alternador                                                              | Instalación eléctrica: de 12 V con alternador                                                              | Instalación eléctrica: de 12 V con alternador                                                              |
| Embrague: Convertidor de par / Monodisco en seco                                    | Embrague: Convertidor de par / Monodisco en seco                                                 | Embrague: Convertidor de par / Monodisco en seco                                                 | Cambio: automático Warner Gear de 3 marchas + marcha atrás; a petición: manual de 5 marchas + marcha atrás | Cambio: automático Warner Gear de 3 marchas + marcha atrás; a petición: manual de 5 marchas + marcha atrás | Cambio: automático Warner Gear de 3 marchas + marcha atrás; a petición: manual de 5 marchas + marcha atrás |
| Bastidor                                                                            |                                                                                                  |                                                                                                  | | | |
| Estructura                                                                          | chasis portante                                                                                  | chasis portante                                                                                  | chasis portante                                                                                            | chasis portante                                                                                            | chasis portante                                                                                            |
| Dirección                                                                           | tornillo y rodillo                                                                               | tornillo y rodillo                                                                               | tornillo y rodillo                                                                                         | tornillo y rodillo                                                                                         | tornillo y rodillo                                                                                         |
| Suspensiones                                                                        | Delantera: a ruote indipendenti / Trasera: a ruote indipendenti                                  | Delantera: a ruote indipendenti / Trasera: a ruote indipendenti                                  | Delantera: a ruote indipendenti / Trasera: a ruote indipendenti                                            | Delantera: a ruote indipendenti / Trasera: a ruote indipendenti                                            | Delantera: a ruote indipendenti / Trasera: a ruote indipendenti                                            |
| Frenos                                                                              | Delanteros: de disco autoventilados / Traseros: de disco autoventilados con regulador de frenada | Delanteros: de disco autoventilados / Traseros: de disco autoventilados con regulador de frenada | Delanteros: de disco autoventilados / Traseros: de disco autoventilados con regulador de frenada           | Delanteros: de disco autoventilados / Traseros: de disco autoventilados con regulador de frenada           | Delanteros: de disco autoventilados / Traseros: de disco autoventilados con regulador de frenada           |
| Prestaciones declaradas                                                             |                                                                                                  |                                                                                                  | | | |
| Velocidad: 185 km/h                                                                 | Velocidad: 185 km/h                                                                              | Velocidad: 185 km/h                                                                              | Aceleración:                                                                                               | Aceleración:                                                                                               | Aceleración:                                                                                               |
| Datos obtenidos en: Quattroruote febrero 1972                                       |                                                                                                  |                                                                                                  | | | |

|                                                                                     |                                                                                                  |                                                                                                  | | | |
| Configurazione                                                                      |                                                                                                  |                                                                                                  | | | |
| Carrocería: cupé                                                                    | Carrocería: cupé                                                                                 | Posición del motor: delantero longitudinal                                                       | Posición del motor: delantero longitudinal                                                                 | Ruedas motrices: traseras                                                                                  | Ruedas motrices: traseras                                                                                  |
| Dimensiones y pesos                                                                 |                                                                                                  |                                                                                                  | | | |
| Medidas (longitud×anchura×altura en mm): 4840 × 1760 × 1380                         | Medidas (longitud×anchura×altura en mm): 4840 × 1760 × 1380                                      | Medidas (longitud×anchura×altura en mm): 4840 × 1760 × 1380                                      | Medidas (longitud×anchura×altura en mm): 4840 × 1760 × 1380                                                | Diámetro mínimo de giro: 11 m                                                                              | Diámetro mínimo de giro: 11 m                                                                              |
| Interasse: 2720 mm                                                                  | Interasse: 2720 mm                                                                               | Carreggiate: anteriore 1470 - posteriore 1465 mm                                                 | Carreggiate: anteriore 1470 - posteriore 1465 mm                                                           | Altura mínima al suelo: 130 mm                                                                             | Altura mínima al suelo: 130 mm                                                                             |
| Plazas totales: 5                                                                   | Plazas totales: 5                                                                                | Maletero:                                                                                        | Maletero:                                                                                                  | Depósito: 80                                                                                               | Depósito: 80                                                                                               |
| Masa                                                                                | / en orden de marcha: 1600 kg                                                                    | / en orden de marcha: 1600 kg                                                                    | / en orden de marcha: 1600 kg                                                                              | / en orden de marcha: 1600 kg                                                                              | / en orden de marcha: 1600 kg                                                                              |
| Mecánica                                                                            |                                                                                                  |                                                                                                  | | | |
| Tipo de motor: 6 cilindros en V a 60°                                               | Tipo de motor: 6 cilindros en V a 60°                                                            | Tipo de motor: 6 cilindros en V a 60°                                                            | Cilindrada: 3235 cm³                                                                                       | Cilindrada: 3235 cm³                                                                                       | Cilindrada: 3235 cm³                                                                                       |
| Distribución: un árbol de levas en cabeza por bancada, accionado por correa dentada | Distribución: un árbol de levas en cabeza por bancada, accionado por correa dentada              | Distribución: un árbol de levas en cabeza por bancada, accionado por correa dentada              | Alimentación: un carburador vertical de doble cuerpo Weber 45 DFC 6                                        | Alimentación: un carburador vertical de doble cuerpo Weber 45 DFC 6                                        | Alimentación: un carburador vertical de doble cuerpo Weber 45 DFC 6                                        |
| Rendimiento del motor                                                               | Potencia: 165 CV DIN a 5600 rpm / Par: 25,5 kgm DIN a 3400 rpm                                   | Potencia: 165 CV DIN a 5600 rpm / Par: 25,5 kgm DIN a 3400 rpm                                   | Potencia: 165 CV DIN a 5600 rpm / Par: 25,5 kgm DIN a 3400 rpm                                             | Potencia: 165 CV DIN a 5600 rpm / Par: 25,5 kgm DIN a 3400 rpm                                             | Potencia: 165 CV DIN a 5600 rpm / Par: 25,5 kgm DIN a 3400 rpm                                             |
| Encendido:                                                                          | Encendido:                                                                                       | Encendido:                                                                                       | Instalación eléctrica: de 12 V con alternador                                                              | Instalación eléctrica: de 12 V con alternador                                                              | Instalación eléctrica: de 12 V con alternador                                                              |
| Embrague: Convertidor de par / Monodisco en seco                                    | Embrague: Convertidor de par / Monodisco en seco                                                 | Embrague: Convertidor de par / Monodisco en seco                                                 | Cambio: automático Warner Gear de 3 marchas + marcha atrás; a petición: manual de 5 marchas + marcha atrás | Cambio: automático Warner Gear de 3 marchas + marcha atrás; a petición: manual de 5 marchas + marcha atrás | Cambio: automático Warner Gear de 3 marchas + marcha atrás; a petición: manual de 5 marchas + marcha atrás |
| Bastidor                                                                            |                                                                                                  |                                                                                                  | | | |
| Estructura                                                                          | chasis portante                                                                                  | chasis portante                                                                                  | chasis portante                                                                                            | chasis portante                                                                                            | chasis portante                                                                                            |
| Dirección                                                                           | tornillo y rodillo                                                                               | tornillo y rodillo                                                                               | tornillo y rodillo                                                                                         | tornillo y rodillo                                                                                         | tornillo y rodillo                                                                                         |
| Suspensiones                                                                        | Delantera: a ruote indipendenti / Trasera: a ruote indipendenti                                  | Delantera: a ruote indipendenti / Trasera: a ruote indipendenti                                  | Delantera: a ruote indipendenti / Trasera: a ruote indipendenti                                            | Delantera: a ruote indipendenti / Trasera: a ruote indipendenti                                            | Delantera: a ruote indipendenti / Trasera: a ruote indipendenti                                            |
| Frenos                                                                              | Delanteros: de disco autoventilados / Traseros: de disco autoventilados con regulador de frenada | Delanteros: de disco autoventilados / Traseros: de disco autoventilados con regulador de frenada | Delanteros: de disco autoventilados / Traseros: de disco autoventilados con regulador de frenada           | Delanteros: de disco autoventilados / Traseros: de disco autoventilados con regulador de frenada           | Delanteros: de disco autoventilados / Traseros: de disco autoventilados con regulador de frenada           |
| Prestaciones declaradas                                                             |                                                                                                  |                                                                                                  | | | |
| Velocidad: 190 (195 con cambio manual) km/h                                         | Velocidad: 190 (195 con cambio manual) km/h                                                      | Velocidad: 190 (195 con cambio manual) km/h                                                      | Aceleración:                                                                                               | Aceleración:                                                                                               | Aceleración:                                                                                               |
| Datos obtenidos en: Quattroruote noviembre 1972                                     |                                                                                                  |                                                                                                  | | | |

## Versiones especiales

### Fiat 130 familiar Agnelli

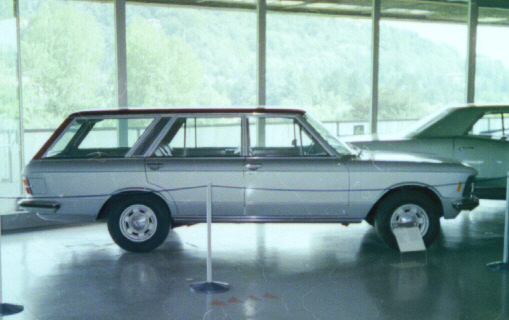
El Fiat 130 familiar Agnelli

Esta versión especial fue proyectada por el Centro de Estilo Fiat, expresamente por Gianni y Umberto Agnelli, en un intento de realizar un exclusivo modelo como medio personal de transporte. Se trataba de una ranchera de clara inspiración americanizada, estilísticamente basada en la carrocería del 130 berlina 3200, del que además mantenía la mecánica, y se fabricó en una serie que tan solo contaba con cuatro unidades de la Ditta Introzzi de Lipomo, que tenía su sede cerca del lago de Como. Estos ejemplares del Fiat 130 familiar contaban con algunas particularidades. Uno de ellos, de color plata metalizada, se le conoce con la denominación oficial de Fiat 130 Villa d'Este, se distinguía por disponer de un gran cesto hecho de mimbres trenzados entre sí, fijado al maletero del coche. Además se caracterizaba por la implantación de paneles de madera, (solución derivada de modelos similares americanos fabricados en la época) colocados en los laterales y en el portón posterior. Un segundo ejemplar, también de color plata metalizada, sin embargo carecía de tales adornos, pero presentaba el techo pintado de una particular tonalidad de rojo burdeos metallizado. Un tercer ejemplar se mostraba parecido al segundo, pero el de su techo era coloreado de una particular tonalidad de bronce metalizado, mientras que su carrocería venía en una tonalidad de blanco marfil. Del cuarto ejemplare solo queda como testigo su registro oficial de la Ditta Introzzi, pero por el momento no aparece su imagen, ni se sabe cuál ha sido su destino. Se trata de coches utilizados inicialmente por algunos miembros de la familia Agnelli. Hoy en día dos de ellos han pasado a formar parte de colecciones privadas, mientras que la tercera es una pieza de la colección Fiat/FCA Heritage.

## El Fiat 130 en competición
El motor 3.2 fue elaborado y utilizado por Abarth para el prototipo Abarth SE030, vencedor del Giro automobilistico d'Italia de 1974, que insinuaba las formas y la estructura del Lancia Beta Montecarlo, y para el prototipo Abarth 031 que se adjudicó el Giro automobilistico d'Italia de 1975 y prefiguraba el Fiat 131 Abarth Rally.

## Otros proyectos
- Wikimedia Commons contiene imágenes u otros archivos del Fiat 130